# 秋田県立視覚支援学校
秋田県立視覚支援学校（あきたけんりつしかくしえんがっこう）は、秋田県秋田市南ケ丘にある公立特別支援学校。視覚障害者を教育対象とする。

## 概要
1912年に、秋田県立盲啞学校として設立され、1948年の盲聾分離により聾教育が分割された（これにより秋田県立聾学校が新設）ことに伴い、盲教育の学校に転換し、秋田県立盲学校となった。
2010年より、秋田県立聾学校（現・秋田県立聴覚支援学校）とともに、同年に新設された秋田県立秋田きらり支援学校と同一地に所在し、重複障害などに対応する体制をとっている。
2012年には、秋田県立聾学校（当時）とともに、創立100周年を迎えた。
2016年4月1日より、校名を秋田県立視覚支援学校に変更した。

## 沿革
- 2016年4月1日 - 校名を、秋田県立視覚支援学校に改称。
- 2018年6月1日 - 所在地の住居表示実施にともない、秋田市上北手百崎字諏訪ノ沢3番地127から同市南ケ丘一丁目1番1号に住所が変更。

## 学部
- 幼稚部
- 小学部
- 中学部
- 高等部（本科）
  - 普通科
  - 保健理療科
- 高等部専攻科
  - 保健理療科(3年課程)
  - 理療科(3年課程)
  - 生活情報科(1年課程)

## 行事
- スケート教室